# SMS Wien
Az SMS Wien az Osztrák–Magyar Monarchia Monarch-osztályú partvédő páncélosa volt az első világháborúban. A testvérhajói a SMS Budapest és az SMS Monarch volt.

## Pályafutása
1893. február 16-án megkezdődött az építése. 1894. december 2-án I. Ferenc József császár jóváhagyta a nevét. 1895. július 6-án vízre bocsátották. Az eseményre érkezett Bécs városi küldöttség tagjai között volt Dr. Carl Lueger, akkoriban a Birodalmi Tanács képviselője. A bécsi Magisztrátus egy díszlobogót adományozott a hajónak, majd később egy olajfestményt.
1897. május 13-án állt szolgálatba, első útja Angliába vezetett, hogy részt vegyen a Viktória királynő uralkodásának 50. évfordulója alkalmából rendezett ünnepségeken. 1898. április 16-án megérkezett Pólába. Április 30-án leszerelték. Május 15-én az Arzenálban Ferenc Ferdinánd főherceg meglátogatta a hajót. Azután a szellőzői huzatjának javítása érdekében meghosszabbították a szellőzőkürtők magasságát és megnagyobbították azok nyílásait. Kicserélték a hajócsavar tengelyek bronzperselyeit.
1899. május 28-án felszerelték és beosztották a Nyári Hajórajba. 1901-ben lengéscsillapító bordákat és két 4,7 cm-es gyorstüzelő löveget kapott. Október 14-én felszerelték és a Hajóraj kötelékében Dalmáciában hajózott. 1902. március 1-jén a Hajórajjal együtt kifutott Polából a Földközi-tenger felé. 1903. január 1-jétől a Hajóraj kötelékéhez tartozott. Felszerelték egy Siemens–Braun-féle rádióállomással.
1906. január 1-jétől a Tartalék Hajórajhoz tartozott. Június 15. – szeptember 20. között a Nyári Hajóraj 2. Divíziójában szolgált. Meghosszabbították a hátsó parancsnoki híd fedélzetét, kisebb gépjavításokat hajtottak végre a hajón, megvizsgálták a hajócsavar tengelyeket, 3,7 cm-es és 7 cm/L18-as lövegeket kapott, továbbá a 15 cm-es lövegekhez irányzóállásokat szereltek fel.
1912. november 10-én szolgálatba állt a 4. Nehézhajó Divízióban. 1913. március 10-én kivonták a szolgálatból és áthelyezték a rádióállomását. December 1-jén újból szolgálatba állították, és Vergalorában a Tüzérségi Iskola kiképzőhajója lett. 1914. szeptember 8-9. tűzcsapásokat mért az ellenségre. 1915. augusztus 25-én felderítést, majd partraszállást hajtott végre a Traste-öbölben. Egy ember megsebesült.
- 1917. augusztus 22.: a Budapest-tel együtt Triesztbe vezényelték az ellenséges partraszállási kísérletek elhárítása céljából. A parancsnoka Heinrich Seitz von Treffen sorhajókapitány volt.
  - augusztus 26.: Légitámadás.
  - szeptember 5.: Az egyik oldalcsónak találatot kapott és a hajón 6 m hosszú repedés keletkezett a vízvonala alatt. A rekeszek megteltek vízzel, a léket ideiglenesen eltömítették. Léggömbelhárító löveget szereltek fel rá.
  - szeptember 12.: Pólába ment.
  - október 30.: Visszatért Triesztbe.
  - november 16.: A Cortellazzo ütegekkel vívott tűzpárbaj során 7 találatot kapott, egyet az övpáncélján. Kevés kár és csekély emberveszteség.
  - december 10.: A Muggia-öbölben 02. 30-kor az olasz MAS 9-es (parancsnoka Luigi Rizzo) a kikötői záron egy hidraulikus vágószerkezet segítségével áthatolva, két torpedóval elsüllyesztette. A MAS 9-es az elektromotorját használta, így nem hallották. A hajó 10 percen belül oldalra dőlve, orral előre elsüllyedt. Ugyanekkor a MAS 13 a közelébe horgonyzó Budapest ellen lőtte ki a torpedóit, de nem találták el a célt. 35 ember elesett, 2 eltűnt. Gerinccel felfelé ült le a fenékre 15 m-es vízmélységben.

1918. június 7-én a kiemelési kísérleteket leállították a háború időtartamára. 1925 májusában kiemelték, és 25 halottat találtak a hajóban, akik ma a trieszti Központi Temetőben egy tömegsírban nyugszanak.

## Külső hivatkozások
- SMS Wien a Naval History honlapján (angolul)